# Levegőfékezés

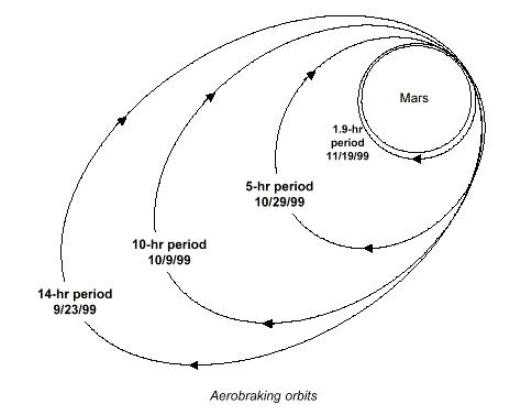
A Mars Climate Orbiter tervezett levegőfékezési pályája

A levegőfékezés az űreszköz sebességének csökkentésére egy lehetséges módszer, egy légkörrel, gázburokkal rendelkező égitest mellett. A levegőfékezést használhatják légköri visszatérésre és pályamagasság csökkentésére is. Űrszondák is rendszeresen alkalmazzák, mert így nem kell magukkal vinniük azt a hajtóanyagot is, amelyet a fékezéshez kellene használniuk, ezzel csökkenthetik a szonda tömegét.
Minden eddig felbocsátott űrhajó visszatérő kabinja és az űrsiklók is mindig levegőfékezéssel csökkentették a sebességüket orbitálisról ballisztikus pályára.
A levegőfékezéssel az űreszköz mozgási energiája főleg hőenergiává alakul át, amely képes lenne a jármű elégetésére is, éppúgy, ahogy az a meteorokkal történik. Ezért az űreszközön hővédő pajzsra van szükség, amelynek az anyaga a fékezési szakasz végére jelentős részben elpárolog, ezzel járulva hozzá a hővesztéshez. Föld körüli pályán egy űrjármű sebessége mintegy 28 ezer km/h, ezért a légkörbe ereszkedés csak nagyon kis szögben, majdnem érintőpályán zajlik.

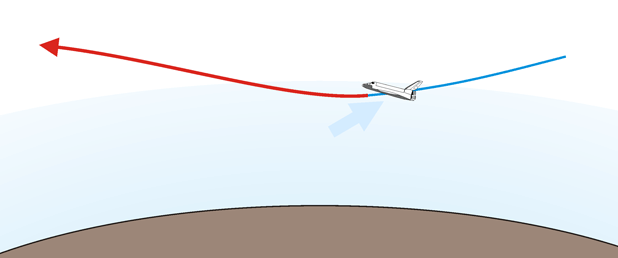
A túl kis szögben a légkörbe belépő űrsiklót a felső légkör „visszalökné” a világűrbe

A légkör az űrsikló lapos hasi oldalával találkozva a járművet felfelé tolja, hasonlóan a laposan a víz felszínére dobott, "kacsázó" kavicshoz. Ez azzal járna, hogy az űrsikló a Földtől távolodni kezdene. Emiatt a belépési szög nem lehet túl kicsi. A túl meredek szög esetén viszont a gép hőterhelése megnő, a hővédő pajzs védelme nem lesz elegendő, de az erős lassulás okozta túlterhelés az űrhajósokat és a berendezéseket is megviselné. A belépési szög emiatt kb. 1,3 fok körül mozog, a tervezett megközelítési útvonal egyéb paramétereitől függően megválasztva. Az űrsikló eközben a pálya irányához képest kb. 40 fok meredekségű állásszöggel repül, egyszerre helyezve a hőterhelést a hővédő pajzsra, csökkentve a keletkező felhajtóerőt és megtartva a kormányozhatóságot. Az ereszkedési fázis során oldalirányú manővereket végez a sebesség „elvesztése” érdekében.

## Levegőfékezést alkalmazó űrszondák
(zárójelben az indító ország, nem teljes lista)
- Galileo légköri szonda (USA)
- Mars Global Surveyor (USA)
- Mars Odyssey (USA)
- Mars Express (Európa)
- Huygens (Európa)
- Mars Reconnaissance Orbiter (USA)